# Козби-шоу
Козби-шоу (енгл. The Cosby Show) америчка је телевизијска комедија ситуације Била Козбија. Серију је емитовао NBC од 20. септембра 1984. до 30. априла 1992. Прати Хакстабле, афроамеричку породицу више класе која живи у Бруклину.

## Радња
Серија прати Хакстабле, афроамеричку породицу више класе, која живи у Бруклину. Патрихарх породице је Клиф Хакстабл, акушер и син истакнутог џез тромбонисте. Матријарх је његова супруга, правница Клер Хакстабл.
Они имају четири ћерке и једног сина: Сондру, Дениз, Теа, Ванесу и Руди. Упркос комичном тону, серија понекад прати озбиљне теме, као што је Теово искуство са дислексијом, инспирисана Козбијевим дислексичним сином Енисом.

## Епизоде
| Сезона | Сезона | Епизоде       | Епизоде       | Оригинално емитовање | Оригинално емитовање |
| Сезона | Сезона | Епизоде       | Епизоде       | Премијера            | Финале               |
| ------ | ------ | ------------- | ------------- | -------------------- | -------------------- |
|        | 1.     | 24            | 24            | 20. септембар 1984.  | 9. мај 1985.         |
|        | 2.     | 25            | 25            | 26. септембар 1985.  | 15. мај 1986.        |
|        | 3.     | 25            | 25            | 25. септембар 1986.  | 7. мај 1987.         |
|        | 4.     | 24            | 24            | 24. септембар 1987.  | 28. април 1988.      |
|        | 5.     | 26            | 26            | 6. октобар 1988.     | 11. мај 1989.        |
|        | 6.     | 26 + специјал | 26 + специјал | 21. септембар 1989.  | 3. мај 1990.         |
|        | 7.     | 26            | 26            | 20. септембар 1990.  | 2. мај 1991.         |
|        | 8.     | 25            | 25            | 19. септембар 1991.  | 30. април 1992.      |

## Улоге
| Глумац              | Улога                  | Сезоне   | Сезоне   | Сезоне   | Сезоне   | Сезоне   | Сезоне | Сезоне | Сезоне   |
| Глумац              | Улога                  | 1.       | 2.       | 3.       | 4.       | 5.       | 6.     | 7.     | 8.       |
| ------------------- | ---------------------- | -------- | -------- | -------- | -------- | -------- | ------ | ------ | -------- |
| Бил Козби           | Клиф Хакстабл          | Главна   | Главна   | Главна   | Главна   | Главна   | Главна | Главна | Главна   |
| Филисија Рашад      | Клер Хакстабл          | Главна   | Главна   | Главна   | Главна   | Главна   | Главна | Главна | Главна   |
| Лиса Боне           | Дениз Хакстабл Кендал  | Главна   | Главна   | Главна   | Споредна | Споредна | Главна | Главна |          |
| Малком-Џамал Ворнер | Теодор Хакстабл        | Главна   | Главна   | Главна   | Главна   | Главна   | Главна | Главна | Главна   |
| Темпест Бледсо      | Ванеса Хакстабл        | Главна   | Главна   | Главна   | Главна   | Главна   | Главна | Главна | Главна   |
| Кешија Најт Пулијам | Руди Хакстабл          | Главна   | Главна   | Главна   | Главна   | Главна   | Главна | Главна | Главна   |
| Сабрина ле Боф      | Сондра Хакстабл Тибидо | Споредна | Главна   | Главна   | Главна   | Главна   | Главна | Главна | Главна   |
| Џефри Овенс         | Елвин Тибидо           |          | Споредна | Споредна | Главна   | Главна   | Главна | Главна | Главна   |
| Џозеф К. Филипс     | Мартин Кендал          |          |          |          |          |          | Главна | Главна | Споредна |
| Рејвен-Симон        | Оливија Кендал         |          |          |          |          |          | Главна | Главна | Главна   |
| Ерика Александер    | Памела Такер           |          |          |          |          |          |        | Главна | Главна   |

1. ↑  Потписана као „Филисија Ајерс Ален” током прве сезоне и првих 14 епизода друге сезоне.
2. ↑  У почетку је глумио Дарила, Сондриног потенцијалног дечка у другој сезони.